# Detek
Detek ist eine ungarische Gemeinde im Kreis Encs im Komitat Borsod-Abaúj-Zemplén.

## Geografische Lage
Detek liegt im Norden Ungarns, 40 km nördlich von Miskolc entfernt, an dem kleinen Fluss Vasonca. Nachbargemeinden sind Baktakék 6 km, Beret 2 km und Rásonysápberencs 5 km. Die nächste Stadt Encs ist 15 km von Detek entfernt.

## Sehenswürdigkeiten
- Reformierte Kirche Deteki Református Egyházközség temploma, erbaut 1819, Spätbarock
- Römisch-katholische Kirche Szent Péter és Pál apostol, erbaut 1780, Barock